# Friulano occidentale
Il friulano occidentale o concordiese (furlan ocidentâl o concuardiês in lingua friulana standard) è un complesso dialettale della lingua friulana parlato grossomodo nella cosiddetta Destra Tagliamento.

## Descrizione
Le vicende storiche che hanno interessato la sua area di diffusione, territorio dell'antica diocesi di Concordia, ha reso questo gruppo in parte divergente dagli altri dialetti friulani. In buona parte dei dialetti del friulano occidentale non c'è più opposizione tra le vocali lunghe e le brevi, i femminili singolari terminano in -a e non in -e (come, d'altra parte, nel friulano orientale) e sono presenti dittonghi corrispondenti a tutte le vocali medie lunghe. Si nota inoltre una certa influenza della lingua veneta. All'interno dei dialetti delle montagne, quello di Erto, mostra affinità con le parlate ladine del Cadore (tanto che alcuni studiosi l'avevano inizialmente classificato come ladino e non come friulano).

### Varietà
Secondo Giovanni Frau, del friulano occidentale si distinguono le seguenti varietà:
- friulano occidentale comune - Comprende i dialetti del Meduna (esclusa la val Tramontina e compresa l'area tra il Meduna e il Tagliamento sino a Casarsa) e i dialetti del Cellina diffusi anche più a sud sino a San Vito al Tagliamento.
- friulano della fascia nordoccidentale del basso Tagliamento - Parlato in un triangolo con ai vertici le Prealpi, il Meduna e Spilimbergo, proseguito verso sud da una stretta fascia che segue la riva del Tagliamento sino alla direttrice Casarsa-Codroipo.
- asìno - Diffuso in val Cosa e in val d'Arzino (Clauzetto, Vito d'Asio).
- tramontino - Tipico di Tramonti di Sopra e Tramonti di Sotto, con particolari influssi carnici.
- ertano - Esclusivo di Erto (e di Vajont, dove si è trasferita la gran parte degli ertani dopo il disastro del Vajont).
- friulano della fascia di transizione veneto-friulana - Parlato lungo il confine con il Veneto dalle sorgenti del Livenza (Polcenigo) sino a Bagnarola di Sesto al Reghena, nonché nei comuni dell'ex mandamento di Portogruaro.